# لنكة
لُنْكَة (بالفرنسية: Louhans؛ وتلفظ لُوَان) بلدية فرنسية من إقليم سنلوار.

## أعلام
- أرموند بيليتييه
- فرديناند بيرتييه

## الهوامش
1. ↑  ترجمة Lovincum، وهو الاسم الذي اشتهرت به المدينة منذ عام 1059، وهو أصل الاسم الفرنسي Louhans الحالي.